# Kulissenbuch

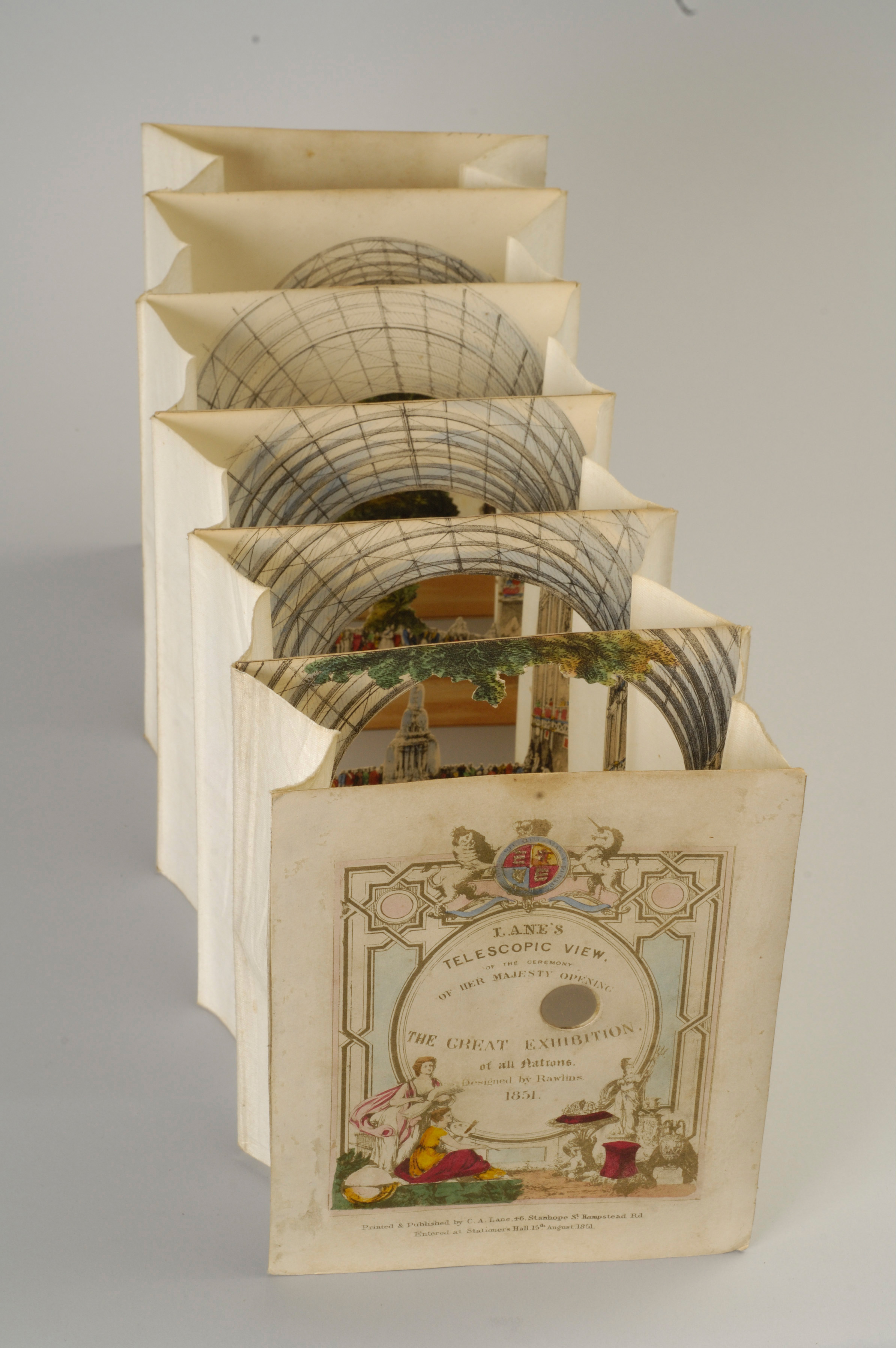
Kulissenbuch zur Eröffnung der ersten Weltausstellung 1851 in London

Ein Kulissenbuch ist ein Aufklapp-Bilderbuch, das den Eindruck einer guckkastenartigen Bühne vermittelt, indem es nach dem Aufschlagen verschiedene Kulissen und Szenen dem Betrachter gestaffelt zur Schau stellt. Kulissen und Personen sind auf leichten Karton einseitig farbig gedruckt, ausgestanzt und in einem durch das Format des Kulissenbuchs festgelegten Rahmen hinter- und nebeneinander angeordnet.
Kulissenbücher können nicht seitlich geöffnet werden, sondern die durch Fälze verbundenen Kartonblätter sind wie bei einem Leporello ziehharmonikaartig auseinanderzuziehen.
Blütezeit dieses Genres war die zweite Hälfte des 19. Jahrhunderts, Hauptverbreitungsgebiet ist England.
Kulissenbücher sind meist für Kinder bestimmt, vereinzelt aber auch als Buchobjekte bildender Künstler anzutreffen.

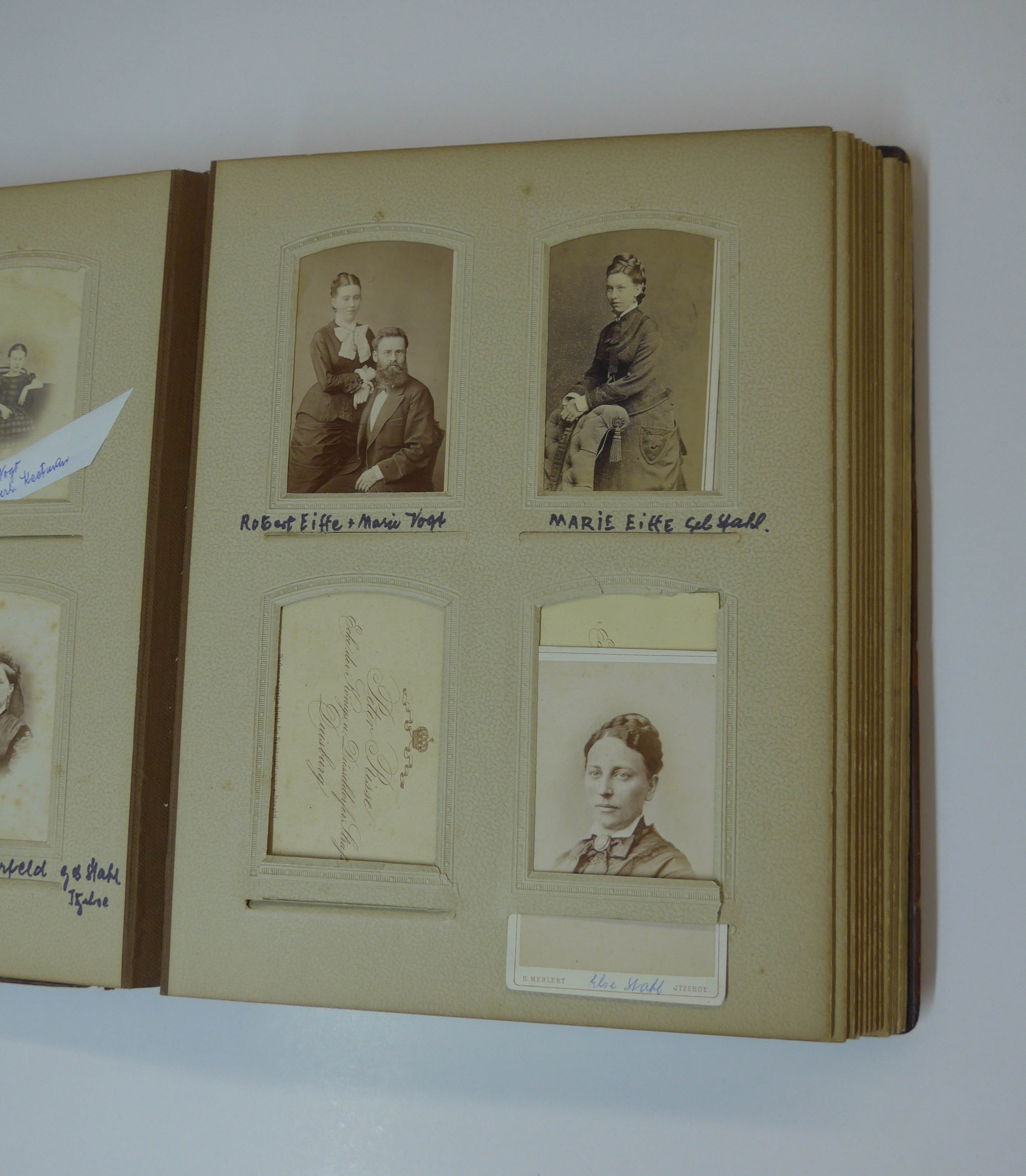
Kulissenalbum mit Fenstern, in die vom Rand her Fotos im Visitformat eingeschoben werden konnten

Als Kulissenalbum bezeichnet man ein Fotoalbum, das speziell montierte Seiten mit ausgeschnittenen Fenstern enthält, in die von den Seitenrändern her auf Karton aufgezogene Fotos mit genormten Formaten eingeschoben werden konnten. Solche Alben waren zwischen 1870 und 1910 verbreitet.